# Square Meater
La Square Meater est une race bovine australienne.

## Origine
Cette race est issue d'une sélection de la Murray grey sur la vitesse de croissance et la conformation bouchère. Sa reconnaissance date des années 1960.

## Morphologie
La race de petite taille possède une robe gris argenté. Elle est naturellement sans cornes.

## Aptitudes
En dépit de sa taille modeste, elle a conquis des éleveurs, grâce à sa conformation de carcasse typiquement bouchère : bon rendement en viande et pourcentage élevé en morceaux nobles. (à griller)
Ses qualités en élevage jouent aussi en sa faveur ; les veaux ont une très bonne vitesse de croissance, rentabilisant bien leur alimentation.